# فرزاد مجیدی
فرزاد مجیدی قادیکلایی (زاده ۱۸ شهریور ۱۳۵۶) بازیکن سابق و مربی اکنونی فوتبال ایرانی است. او سابقهٔ بازی در تیم‌های استقلال، استیل‌آذین، گسترش فولاد تبریز، پیام مشهد، عجمان امارات و همچنین سابقه بازی برای تیم ملی فوتبال ایران را در کارنامه دارد.
وی در دیدار دوستانه تیم ملی با آ اس رم ایتالیا یک گل به ثمر رسانده‌است ولی به دلیل اینکه حریف، تیم باشگاهی بوده‌است، در آمار گل‌های ملی رسمی نمی‌تواند ثبت شود.
وی سابقه حضور در کادرفنی و مدیریتی تیم استقلال را دارد و سرپرست تیم‌های استقلال، نساجی و سرخپوشان پاکدشت نیز بوده‌است.

## زندگی شخصی
فرزاد مجیدی از خانواده‌ای مازندرانی و قائم‌شهری است . او ۱ برادر و ۲ خواهر دارد که برادر او فرهاد مجیدی نیز از بازیکنان مطرح باشگاه استقلال تهران بوده است.

## افتخارات
- قهرمانی در لیگ دسته اول ایران (جام آزادگان سابق) در سال ۱۳۸۰ به همراه تیم استقلال
- کسب عنوان سومی جام باشگاه‌های آسیا ۲۰۰۲ به همراه تیم استقلال
- قهرمانی در جام حذفی ایران در سال ۱۳۸۱ به همراه تیم استقلال
- قهرمانی در لیگ برتر فوتبال ایران ۸۵-۸۴ به همراه تیم استقلال
- کسب مدال برنز در  جام ملت‌های آسیا ۲۰۰۴ به همراه  تیم ملی فوتبال ایران